# Уорик (замък)
Вижте пояснителната страница за други значения на Уорик.
Замъкът Уорик (на английски: Warwick Castle ˈwɒrɪk) е феодална крепост в графство Уорикшър, Англия. Замъкът е с форма на правоъгълник с размери 75 на 105 м, стени високи 15 м и осем кули с височина 45 м. Уорик е най-изящният средновековен замък в страната. Намира се над река Ейвън. Сър Уолтър Скот го описва като най-величественото място в Англия. Първоначално построен, за да не допуска посетители, той е по-посещаван от всеки друг английски дом в частни ръце и е вторият по посещаемост замък след Уиндзор. В замъка се намира една от най-значимите европейски колекции от доспехи и оръжия, заедно с картини от майстори като Рубенс и Ван Дайк. Войнственият характер на замъка най-добре личи отвън, въпреки че е смекчен през 18 век от 690 акра земи, оформени като парк от Ланселот Браун, където оттогава са намерили убежище надуващи се пауни.